# 55 Dywizja Strzelecka (ZSRR)
55 Dywizja Strzelecka (ros. 60-я стрелковая дивизия) – związek taktyczny piechoty Armii Czerwonej.

## działania dywizji
Dywizja Strzelców – przybyła z Orłowskiego Wojennego Okręgu.

W 1939 brała udział w agresji na Polskę w składzie 23 Korpusu Strzeleckiego. 
Pozostała w Zachodnim Specjalnym Wojennym Okręgu. Uczestniczyła też w okupacji Litwy. 
W czerwcu 1941 roku wchodziła w skład 47 Korpusu Strzeleckiego, Okręgu Zachodniego.

## Struktura organizacyjna
W jej skład wchodziły: 
- 107 Pułk Strzelecki
- 111 Pułk Strzelecki
- 228 Pułk Strzelecki
- 84 Pułk Artylerii
- 141 Pułk Artylerii,
- 314 samodzielny batalion czołgów[2]
- batalion przeciwpancerny,
- batalion artylerii przeciwlotniczej,
- batalion zwiadu,
- batalion saperów
- inne służby.

55 Dywizja Strzelecka od 20.00 22 czerwca 1941 został przetransportowana drogą lądową, w dwóch kolumnach z Słucka na trasie Słuck, Kopylów, Baranowicze, Słonim, Brzoza.

## Dowódcy dywizji
- kombrig S. K. Nikołajewicz (był w 1939)[3]